# Zalipais
Zalipais là một chi ốc biển nhỏ, là động vật thân mềm chân bụng sống ở biển trong họ Liotiidae.

## Các loài
Các loài trong chi Zalipais gồm có:
- Zalipais benthicola Powell, 1927
- Zalipais inscripta (Tate, R., 1899)
- Zalipais lissa (Suter, 1908)
- Zalipais parva Finlay, 1924
- Zalipais turneri Powell, 1939